# Sockerbruket (Lidköping)

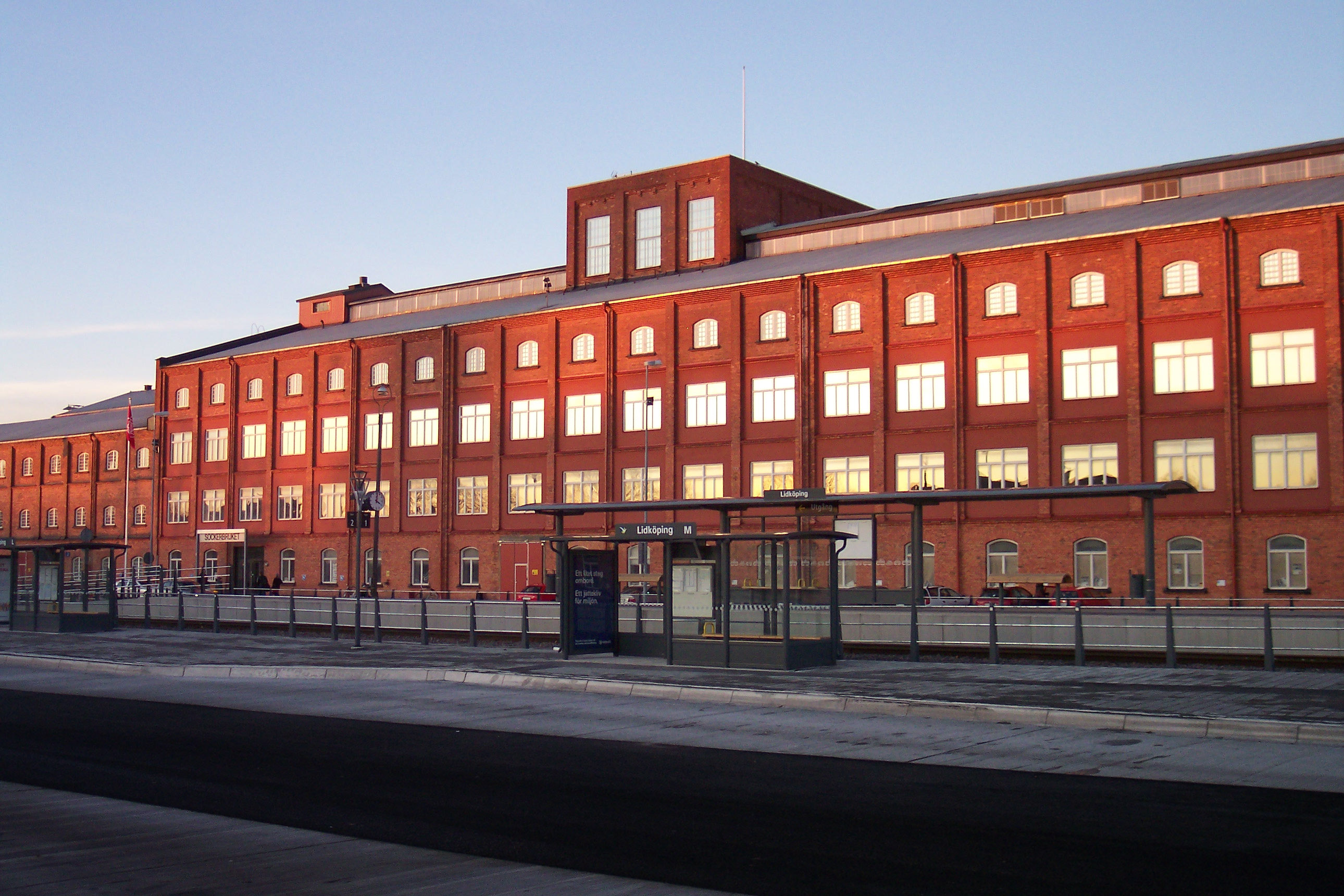
Sockerbruket sett från Lidköpings resecentrum.

Sockerbruket är ett gammalt sockerbruk av tegel beläget i Östra hamnen i Lidköping som under första halvan av 1900-talet fungerade som sockerbruk. Några av husen hyrdes från 1968 ut till Riksost som använde det som Sveriges största ostlager. Ifrån år 2004 äger Lidköpings Näringslivsfastigheter några av husen och hyr ut dessa till diverse företag och privatpersoner. Bland annat så ligger Sockerfabriken Mat & Dryck, Lidköpings ungdomsmottagning, Esplanadteatern, Friskis och Svettis, Lidköpings Sportrehab, Lidköpings E-sportcenter och Sockerbrukets Ungdomsverksamhet i ett av husen.

## Disponenter
- 1935-???? - Curt Höweler
- 1947-1949 - Gunnar Schröder